# Chrysoctonus apterus
Chrysoctonus apterus är en stekelart som beskrevs av Mathot 1966. Chrysoctonus apterus ingår i släktet Chrysoctonus och familjen dvärgsteklar. Inga underarter finns listade i Catalogue of Life.